# 니나 롭콥스카야

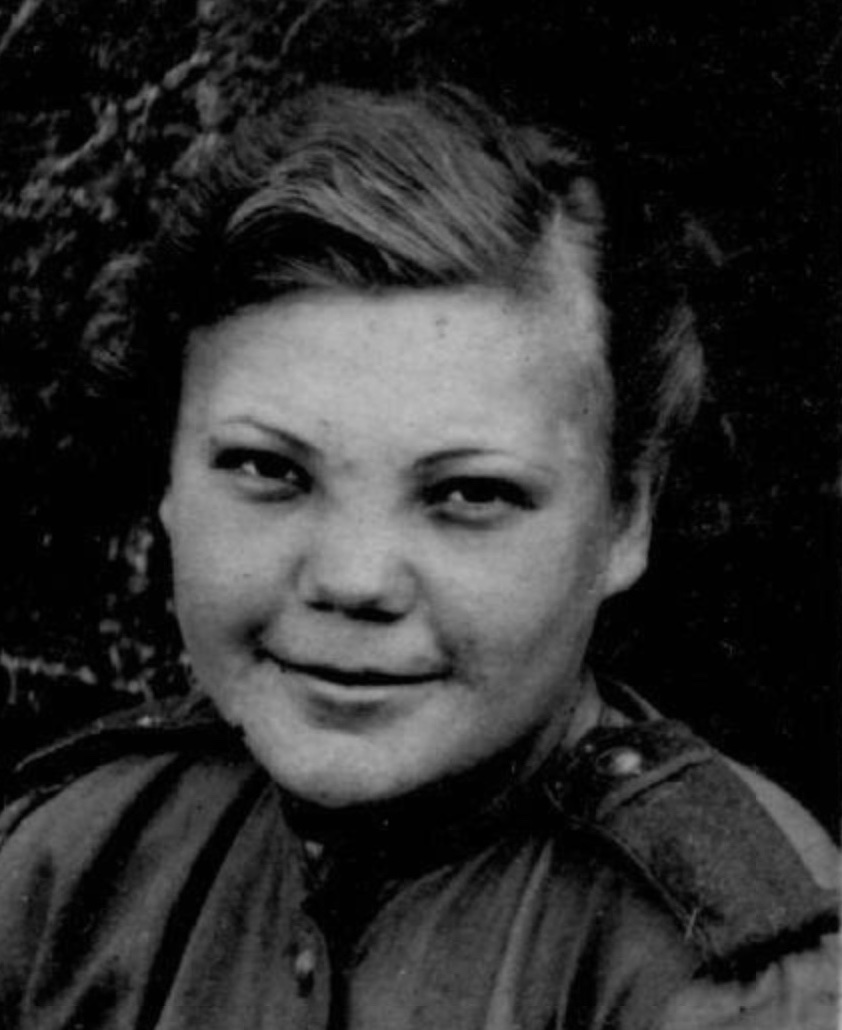

니나 알렉세예브나 롭콥스카야(러시아어: Ни́на Алексе́евна Лобко́вская, 1924년 ~ )는 소련의 여군이다. 전쟁에서 확인된 사살 수만 89건에 달하며 이는 전쟁에서 가장 뛰어난 여성 저격수 10위에 든다.
러시아 시베리아 출신이며 어린 시절에는 가족들과 함께 타지크 소비에트 사회주의 공화국으로 이주했다. 그의 아버지인 알렉세이(Alexei)는 1942년 10월에 일어난 보로네시 전투에서 전사했다.
제2차 세계 대전 이 진행 중이던 1945년에는 열차에 탑승한 300명의 여자들에게 저격수 훈련을 실시했다. 1945년 2월부터 종전 시기까지 저격수로 참전했으며 베를린 공방전에서 큰 성과를 이룩했다.